# U-101号潜艇 (1940年)
U-101号（德語：U 101）是纳粹德国战争海军建造的二十四艘VII-B型潜艇（或称U艇）之一。它由基尔的日耳曼尼亚船厂承建，于1940年1月13日下水，至同年3月11日交付使用。第二次世界大战期间，该艇曾执行过十次巡逻作战，共击沉23艘、击伤2艘同盟国或中立国舰船，累积总吨位为121,976吨。1943年10月22日，U-101号在但泽退役，至1945年5月3日在诺伊施塔特遭四架英国台风战斗轰炸机以火箭弹击伤后执行“彩虹命令”而自沉。

## 设计
由于原有VII-A型潜艇的燃料容量有限而导致航程不足，战争海军于1936年又设计建造了24艘VII-B型潜艇作为改进版。为了提高操纵性和转向性能，他们在两副螺旋桨后部设计了两片舵，并增大舵面面积。VII-B型艇的内部空间更大，因此可在外部鞍状水舱内多装载33吨燃油。这种燃料舱是“自动加注”的——当柴油不断被消耗时，海水也不断进入该水舱以补偿浮力。艇艏和艇艉还设有纵倾平衡水舱，通过调整两端水量来防止潜艇在水下可能产生的纵倾和横摇。作为VII-B型艇，U-101号的全长增加了两米，达到66.50米，舷宽6.20米、高9.5米，并有4.74米的吃水深度，水上和水下排水量分别为753吨和857吨。该艇采用双轴设计，具有两副直径为1.23米的三叶螺旋桨。动力由两台曼恩生产的M6V 40/46型六缸四冲程1,400匹公制馬力（1,000千瓦特）涡轮增压柴油机用于水面运行，以及两台AEG提供的GU 460/8-276型375匹公制馬力（280千瓦特）双作用电动发电机用于水下航行；水面最高航速17.9節（33.2每小時），水下8節（15每小時）；能够在水面以10節（19每小時）航速续航8,700海里（16,100），或以4節（7.4每小時）连续在水下航行90海里（170）而无需充电。
武器装备方面，U-101号装备有五具内置式鱼雷发射管——艇艏四具、艇艉一具。相较于VII-A型艇，其艇艉的鱼雷发射管设计在耐压壳体内部、两片舵之间，鱼雷可以由此向外发射。在轮机舱甲板下方还配备了用于艇艉的鱼雷装填系统，耐压壳体与甲板室之间一前一后还设计有外置鱼雷贮存装置，因此U-101号的鱼雷储备和发射能力也得以提升，可携带14枚G7型鱼雷或最多26枚TMA型水雷（TMB型则为39枚）。此外，该艇还搭载有一门配备220发弹药的88毫米35式速射炮以及一门配备1,195发弹药20毫米30式高射炮作为甲板炮。其标准船员编制为4名军官及40－56名水兵。

## 历史
1937年12月15日，海军造舰局根据《英德海军协定》的要求，再度将四艘VII-B型潜艇（U-99至U-102号）的建造合同发包予基尔的日耳曼尼亚船厂。其中U-101号于1939年3月31日开始铺设龙骨，建造序列为595。经过近十个月的建造，它于1940年1月13日下水，至同年3月11日在前U-21号艇长、海军上尉弗里茨·弗劳恩海姆的指挥下交付使用。完成海试后，该艇加入驻基尔的第7潜艇区舰队，先是在波罗的海进行战备训练，进而自1940年8月起作为前线艇移驻德占法国的圣纳泽尔。1942年春天退出前线任务后，U-101号于整个3月都以训练艇身份成为跟随驻皮劳的第26潜艇区舰队服役，继而自4月起换编至同驻当地的第21潜艇区舰队下属第1教学支队。从1942年9月起，它被调往驻梅默尔的第24潜艇区舰队司职同样任务，自1943年9月起再转而担任驻但泽的第23潜艇区舰队的教学艇，但很快便于10月22日退役，此后改驻诺伊施塔特充当第3潜艇教学支队见习水兵的射击训练火炮平台。在1945年5月3日英国对诺伊施塔特的空袭中，U-101号遭到隶属皇家空军第175中队的四架台风战斗轰炸机发射的火箭弹命中，严重受损，便执行“彩虹命令”在编号为AO-7765的海军网格处（54°07′N 10°50′E / 54.117°N 10.833°E）自沉。潜艇残骸后来被打捞上岸拆解。
第二次世界大战期间，U-101号曾执行过十次巡逻和四次狼群作战，共击沉23艘、击伤2艘同盟国或中立国舰船，累积总吨位为121,976吨。

### 第一次巡逻
弗劳恩海姆上尉指挥了U-101号的前四次巡逻。他于1940年4月29日04:00首次率艇从基尔出发，负责运送汽油、弹药物资和一门88毫米炮前往挪威。穿过威廉皇帝运河并在布伦斯比特尔担任护航后，该艇横渡北海，于5月3日03:18抵达特隆赫姆。返程则于5月5日19:30离开特隆赫姆，经由黑尔戈兰岛（担任护航）和威廉皇帝运河，至5月10日10:45返抵基尔。在这次为期十一天的运输行动中，没有船只被击沉或损坏。

### 第二次巡逻
U-101号于5月21日12:00离开基尔执行第二次巡逻。继穿过威廉皇帝运河并在布伦斯比特尔修理螺旋桨后，该艇前往布雷斯特附近的比斯开湾、兰兹角附近的英吉利海峡、菲尼斯特雷角和西班牙西部的北大西洋游弋。5月23日，弗劳恩海姆在北海遭遇敌方潜艇，并观察到一条鱼雷轨迹在距离艇艏约50米处掠过。六天后，U-101号于16:30在兰兹角西南的凯尔特海又遭到一架不明飞机投下两枚深水炸弹，造成轻微损害。翌日（5月30日），它终于在韦桑岛西北偏北约35海里（65）处取得首计战功，于19:25发射鱼雷击中无护航的英国货船斯坦霍尔号（Stanhall）右舷舰桥下方，使对方在十一分钟内沉没。第二天14:02，HG-31F号护航队中的奥林奇穆尔号（Orangemoor）又被弗劳恩海姆发射的一枚鱼雷击中船舯部，不久便在罗什-杜夫尔西南方向沉没。U-101号随后经受了对方护航舰长达四小时的追击，期间共投下34枚深水炸弹。当晚22:00，当它潜入潜望镜深度时，一艘武装拖网船再次攻击，投下7枚深水炸弹，造成中等程度的破坏。
下一艘无护航的英国货船波利卡普号（Polycarp）则是6月2日03:05被U-101号发射的鱼雷击中，在兰兹角以南约41海里（76）处沉没。6月10日23:03，弗劳恩海姆拦截了自五小时前便一直尾随的希腊货轮伊米托斯山号（Mount Hymettus），船长奉命带着文件登上潜艇。翌日00:30，弗劳恩海姆发现了另一艘不明身份的潜艇，当他发现对方潜入水中并向轮船发射鱼雷却射偏时，他也下潜了。弗劳恩海姆决定等到天亮再实施攻击，但当他于06:30试图让最近的一艘轮船停下来时，对方没有反应，还发电报称他们不理解他的命令。但后来弗劳恩海姆注意到他拦截的是美国商船华盛顿号（Washington），他为自己的错误道歉，并祝对方一路顺风。8:30，U-101再次发现伊米托斯山号，遂命令船员离开该船。至11:17，潜艇用一枚鱼雷击中对方船艉，但货船仍然漂浮在水面上，不得不用78发炮弹将其轰沉。6月4日20:14，一架不明飞机曾向U-101号投下一枚炸弹，但并未造成破坏。
从6月12日至15日，U-101号曾加入“勒辛狼群”，试图根据时任U艇首长卡尔·邓尼茨制定的集群战术，寻求与盟军的护航船队作战。在此期间，无护航的英国货轮伯爵园号（Earlspark）于12日12:08被该艇发射的一枚鱼雷击中舰桥下方，沉没在菲尼斯特雷角西北部。两天后，同样无护航的希腊货船安东尼斯·耶奥甘迪斯号（Antonis Georgandis）于08:54在菲尼斯特雷角西北部遭弗劳恩海姆以两发20毫米高射炮拦截。该船早前已于08:20被一枚鱼雷击中。船员们在德国人检查文件之前便弃船，文件显示他们是在为英国运送货物。随后潜艇用甲板炮发射91发炮弹击沉了这艘船。脱离狼群后，U-101号又于6月16日13:02在菲尼斯特雷角以西约300海里（560）处发射一枚鱼雷击中无护航的英国货轮惠灵顿之星号（Wellington Star）船艏。在船员分乘四艘救生艇弃船后，弗劳恩海姆于14:23、14:40和14:58三度试图送出“致命一击”，但前两次鱼雷都哑火。惠灵顿之星号船身侧倾并稳定下来，但即便在最后一次鱼雷攻击、击中舰桥下方后仍未沉没。潜艇遂浮出水面，盘问了幸存者，至16:45用甲板炮发射31发炮弹才终于击沉了这艘万吨级货轮。经过为期三十六天、全程6,786海里（12,568）的航行后，弗劳恩海姆于6月25日22:05返抵基尔。返程期间，该艇曾于6月23日04:08在设得兰群岛附近遭一架不明飞机投掷了三枚炸弹，导致潜望镜受损。因此在这次巡逻过后，U-101号于7月1日驶入柯尼斯堡的希肖船厂接受检修，至7月27日离开后又在皮劳进行海试，并于28日回到基尔。

### 第三次巡逻
8月9日16:00，U-101号在弗劳恩海姆的指挥下从基尔出发执行第三次巡逻。在穿过威廉皇帝运河并在布伦斯比特尔担任护航后，该艇经由北海海峡南下北大西洋前往德占法国的洛里昂，并于9月16日19:00抵达。在这次为期三十九天、全程5,486海里（10,160）的航行期间，它共击沉3艘总吨位为12,311吨的商船。首个受害者是无护航英国货船安普尔福斯号（Ampleforth），它早前从OA-199号护航队失散，于8月19日01:54在赫布里底群岛以西被弗劳恩海姆以鱼雷击沉。接下来是SC-1号护航队中的芬兰货船埃勒号（Elle），于8月28日的04:01和04:25接连被U-101号的两枚鱼雷击中。其船员被英国单桅战船利斯号救起，后者于当天上午发射两枚炮弹将被遗弃的货船击沉。到了9月1日，弗劳恩海姆又在爱尔兰岛西北约130海里（240）处发射鱼雷，击中从OB-205号护航队中掉队的希腊货船埃夫普罗亚号（Efploia）船艉。德国人观察到该船从艉部沉陷，船员们分乘两艘救生艇弃船。当天晚些时候，幸存者被英国驱逐舰安东尼号救起，后者继而用炮火击沉了该船残骸。9月3日，当U-101号在爱尔兰西部搜寻一支护航队时，一艘护航舰投下了五轮深水炸弹，造成中等程度的破坏，并引发进水，所幸船员们得以控制。

### 第四次巡逻
U-101号的第四次巡逻于10月5日18:30驶离洛里昂，前往罗科尔和北海海峡附近的北大西洋游弋。10月12日23:25，与HX-77号护航队失散的加拿大货轮圣马洛号（Saint Malô）被弗劳恩海姆发射的一枚鱼雷击中船舯部，船体断裂成两截，30分钟后沉没。10月18－19日，U-101号接连袭击了从布雷顿角岛悉尼驶向利物浦的SC-7号护航队内的多艘商船。弗劳恩海姆首先于18日21:12在罗科尔东北偏东发射鱼雷，并报称有两艘船沉没。事实上，U-101号仅击沉了英国货船克里基尔克号。当晚23:08，弗劳恩海姆发动第二轮攻击，宣称造成两艘9,500吨的船只沉没，一艘6,000吨的船只受损。但根据盟军的消息，此时只有英国货船布莱尔斯佩号被一两枚鱼雷击中，落在护航队后面。即便之后U-100号也发射两枚鱼雷击中这艘掉队者，但得益于装载木材，严重受损的布莱尔斯佩号仍然能漂浮在水面上，幸而获救。
19日01:22分，U-101号在巴拉海岛以西约102海里（189）处再向SC-7号船队发射三枚鱼雷，两分钟后又发射了艇艉鱼雷。弗劳恩海姆报告有四艘船被击中，沉没总吨数为21,000吨。然而，仅英国货船亚述人号被艇艏鱼雷击中、荷兰货船苏斯特贝赫号被艇艉鱼雷击中，两者双双沉没。期间U-101号曾遭到一艘护航武装商船的炮击，但炮弹没有命中，落在潜艇掉头并作“之字形”航行的艇艉对开。经过为期二十天、全程3,757海里（6,958）的航行后，弗劳恩海姆于10月24日11:40返抵洛里昂。此行结束后，U-101号于10月25日至11月17日驶入船厂进行检修，继而于11月23日接受了陆军元帅瓦尔特·冯·赖歇瑙的视察检阅。

### 第五次巡逻
11月下旬，海军上尉恩斯特·门格森接替弗劳恩海姆担任U-101号艇长，他指挥了该艇的后续巡逻。其中第五次是11月24日13:00从洛里昂出发，至12月7日13:30返回。在爱尔兰西部的北大西洋为期两周、全程2,769海里（5,128）的冒险中，U-101号共击沉四艘、击伤一艘商船。11月30日00:41，无护航的英国货轮阿拉卡塔卡号（Aracataca）在罗科尔以西约230海里（430）处以13節（24每小時）的速度行驶时，被门格森发射的一枚鱼雷击中右舷前桅前部。其发动机立即关闭，当船艏向左倾斜时，船长在发出求救信号后命令船员弃船。尽管风高浪急，四艘救生艇都安全降下。德国人观察到救生艇停在附近，准备炮击船只以阻止他们重新登船，但天气太坏，无法使用甲板炮，所以于01:11发射了另一枚鱼雷作为“致命一击”。然而，对方在舰桥下方被击中后仍可维持漂浮。U-101号随即驶向最近的救生艇，门格森向船长询问那艘船的名字，但由于强风，他听不懂船长的回答。之后，潜艇返回阿拉卡塔卡号，于02:04从艇艉鱼雷管再发射一枚鱼雷。鱼雷击中轮机舱，导致货轮在锅炉爆炸后迅速沉没。
12月1日22:12，U-101号在布拉迪角以西约340海里（630）处袭击了从哈利法克斯驶往利物浦的HX-90号护航队，并声称一艘8,000吨的船只沉没（洛赫兰扎号仅受损）、一艘6,000吨的船只受损（未证实）、一艘12,000吨的油轮沉没（阿巴拉契号）。其中阿巴拉契号（Appalachee）迅速沉没，洛赫兰扎号（Loch Ranza）被一枚鱼雷击伤，但仍可以6節（11每小時）的速度依靠自身动力继续航行，于12月9日被拖船拖到罗斯西湾搁滩，后续得以修复。12月2日04:06，门格森在相同位置向HX-90号船队发动第二轮袭击，并报称击沉一艘船、另一艘受损。事实上，只有英国货船卡夫卡号（Kavak）被击中并沉没。船队中的英国货轮格兰利夫人号（Lady Glanely）则是当日05:07在布拉迪角以西约410海里（760）处被U-101号以鱼雷击沉。

### 第六、第七次巡逻
U-101号于1941年1月23日离开洛里昂执行第六次巡逻，前往爱尔兰西南部的北大西洋游弋。六天后的04:16，当门格森在爱尔兰西部试图攻击SC-19号护航队时，遭到一艘护航驱逐舰的火炮反制，被迫下潜。对方随后投掷的3枚深水炸弹并未造成损害。2月14日22:57，无护航的英国货船贝尔克雷斯特号（Belcrest）在爱尔兰以西约300海里处被U-101号发射的两枚鱼雷击中左舷，它自11日起便与SC-21号船队脱节。鱼雷击中了船艏和船舯后部，导致船体断成两截并在90秒内沉没。另一艘无护航的英国货轮盖尔索帕号则是2月17日00:08在戈尔韦湾西南约300海里处遭门格森发射的一枚鱼雷击中右舷，正好位于2号货舱舰桥后方。该船曾加入SL-64号护航队，但由于恶劣天气和燃煤不足而减速，于2月15日分离后独自前往戈尔韦。早在16日18:00，U-101号便发现了盖尔索帕号，但因海浪汹涌难以施射，于23:28发射两枚鱼雷，23:32发射第三枚，均未击中目标。该船是在第三次攻击中才被命中起火，缓缓朝船艏下沉。门格森于00:20决定放弃进一步的攻击，他正确地认为这艘燃烧的货轮无论如何都会在波涛汹涌的大海中沉没。幸存者分乘三艘救生艇成功弃船逃生，20分钟后船只完全沉没。经过为期二十八天、全程5,065海里（9,380）的航行后，U-101号于2月19日12:00返抵洛里昂。
第七次巡逻则是3月24日17:00从洛里昂出发前往北大西洋游弋，至5月2日08:45返回。在这次为期四十天、全程5,960海里（11,040）的航行中，U-101号未能取得任何战功。惟4月23日，该艇曾在北大西洋遇到一艘英国潜艇，后者发射了两枚鱼雷，但都没有击中。

### 第八、第九次巡逻
5月28日20:30，U-101号在门格森的指挥下离开洛里昂，前往大西洋中部执行第八次巡逻。从6月2日至20日，该艇加入“西方狼群”作战，意图以集群方式袭击盟军护航船队。6月4日05:03，三天前才从OB-327号护航队脱离的英国货轮特雷卡雷尔号（Trecarrell）便在开普雷斯以西被U-101号发射的一枚鱼雷击中船艉。该船被追击了大约11个小时，于04:05分遭首枚鱼雷击中。当幸存者乘坐三艘救生艇和一艘木筏弃船后，一枚致命鱼雷于05:24再次击中船艉。特雷卡雷尔号向左舷倾斜，但仍然浮在水面上，于是潜艇自05:55分开始用甲板炮开火。他们的第一炮便命中目标，但一名炮手因后坐力被抛下水，因此被迫停火。尽管这名炮手身穿救生衣，但为他展开的搜救行动徒劳无功。06:40分，U-101号潜入水中，再度发射“致命一击”，逼近并撞向了漂浮中的货轮，使其船头向右舷弯曲。在经历了这么多不幸的事件之后，门格森决定远离这艘正在沉没的特雷卡雷尔号。另一艘无护航的英国货轮特雷瓦拉克号（Trevarrack）则是6月5日与OB-329号护航队分散，至9日18:35在纽芬兰的圣约翰斯以东约600海里（1,100）处被U-101号发射的一枚鱼雷击中右舷舰桥下方，引发锅炉爆炸，不到三分钟便从船艏沉没。经过为期三十八天、共计6,361海里（11,781）的航行后，门格森于7月4日13:18返抵洛里昂。
一个月后，U-101号于8月7日19:00从洛里昂出发执行第九次巡逻，前往北大西洋游弋，至9月4日17:05返回圣纳泽尔。在这次为期二十九天、全程4,653海里（8,617）的冒险中，门格森尽管曾加入“格陵兰狼群”（8月12－27日），但依旧一无所获，未能击沉或击伤任何船只。

### 第十次巡逻
门格森率U-101号于10月4日16:40出发执行第十次巡逻，但由于群听装置报错、联轴器故障以及一名船员生病，该艇不得已于6日返回圣纳泽尔。经过短暂修复，它于10月11日19:23重新启程，前往北大西洋游弋。10月17日至18日夜间，U-101号在冰岛南部对SC-48号护航队展开了长达三个小时的追击，在几次接近均被护航舰艇挫败后，于04:20向身处护航队后方的英国驱逐舰布罗德沃特号发射了四枚鱼雷。两分三十秒后，这艘驱逐舰的右舷舰桥前部被鱼雷击中，炸掉了整个舰艏。三艘英国拖网船被派去提供协助，其中天使号（HMS Angle）前往救援幸存者，沃里克角号（HMS Cape Warwick）和圣阿波罗号（HMS St. Apollo）在该地区进行屏护，但他们都没有注意到正在现场侦察的U-77号。06:33，潜艇甚至向其中一艘阴影发射了鱼雷，但没有命中，然后在识别出这些船只是小型护航舰艇后离开了该地区。由于海浪越来越大、风力越来越强，救生艇和拖网船上进水越来越多，救援工作变得异常艰难。布罗德沃特号的一些船员留下殿后，因为他们认定该舰可以得救。然而，到天亮时，第四座烟囱后方的甲板上出现一条裂缝，证实艉部已经断裂，舰只已无法挽救。救起所有幸存者后，圣阿波罗号一直守在布罗德沃特号的残骸旁，直到15:41发射4英寸（100）炮火将其击沉。
从10月21日至29日，U-101号曾与另外六艘潜艇组成“撕裂之狼”狼群，但再无建树。经过为期四十三天，以及相继经停卑尔根（接收燃料和润滑油）、斯塔万格、埃格尔松（恶劣天气）、法尔松（恶劣天气）和克里斯蒂安桑（护航轮替）之后，它于11月16日10:30返抵基尔，完成了全程5,900海里（10,900）的最后一次巡逻。

## 袭击历史摘要
| 日期           | 船名                  | 船籍         | 吨位   | 结局 |
| -------------- | --------------------- | ------------ | ------ | ---- |
| 1940年5月26日  | 斯坦霍尔号            | 英国         | 4,831  | 击沉 |
| 1940年5月31日  | 奥林奇穆尔号          | 英国         | 5,775  | 击沉 |
| 1940年6月2日   | 波利卡普号            | 英国         | 3,577  | 击沉 |
| 1940年6月11日  | 伊米托斯山号          | 希腊         | 5,820  | 击沉 |
| 1940年6月12日  | 伯爵园号              | 英国         | 5,250  | 击沉 |
| 1940年6月14日  | 安东尼斯·耶奥甘迪斯号 | 希腊         | 3,557  | 击沉 |
| 1940年6月16日  | 惠灵顿之星号          | 英国         | 13,212 | 击沉 |
| 1940年8月19日  | 安普尔福斯号          | 英国         | 4,576  | 击沉 |
| 1940年8月28日  | 埃勒号                | 芬兰         | 3,868  | 击沉 |
| 1940年9月1日   | 埃夫普罗亚号          | 希腊         | 3,867  | 击沉 |
| 1940年10月12日 | 圣马洛号              | 加拿大       | 5,779  | 击沉 |
| 1940年10月18日 | 布莱尔斯佩号          | 英国         | 4,155  | 击伤 |
| 1940年10月18日 | 克里基尔克号          | 英国         | 3,917  | 击沉 |
| 1940年10月19日 | 亚述人号              | 英国         | 2,962  | 击沉 |
| 1940年10月19日 | 苏斯特贝赫号          | 荷蘭         | 1,904  | 击沉 |
| 1940年11月30日 | 阿拉卡塔卡号          | 英国         | 5,378  | 击沉 |
| 1940年12月1日  | 阿巴拉契号            | 英国         | 8,826  | 击沉 |
| 1940年12月1日  | 洛赫兰扎号            | 英国         | 4,958  | 击伤 |
| 1940年12月2日  | 卡夫卡号              | 英国         | 2,782  | 击沉 |
| 1940年12月2日  | 格兰利夫人号          | 英国         | 5,497  | 击沉 |
| 1941年2月14日  | 贝尔克雷斯特号        | 英国         | 4,517  | 击沉 |
| 1941年2月17日  | 盖尔索帕号            | 英国         | 5,237  | 击沉 |
| 1941年6月4日   | 特雷卡雷尔号          | 英国         | 5,271  | 击沉 |
| 1941年6月9日   | 特雷瓦拉克号          | 英国         | 5,270  | 击沉 |
| 1941年10月18日 | 布罗德沃特号          | 英國皇家海軍 | 1,190  | 击沉 |

## 脚注
1. 1 2  加洛普，第72頁.
2. ↑  威廉生，第10頁.
3. 1 2  Gröner 1991，第43–44頁.
4. 1 2 3 4 5 6 7 8  . U-Boot-Archiv.   [2024-09-23]. （原始内容存档于2024-09-23）.
5. ↑  Helgason, Guðmundur. . German U-boats of WWII - uboat.net.   [2024-09-23]. （原始内容存档于2023-02-05）.
6. 1 2  Helgason, Guðmundur. . German U-boats of WWII - uboat.net.   [2024-09-23].
7. ↑  Helgason, Guðmundur. . German U-boats of WWII - uboat.net.   [2024-09-23]. （原始内容存档于2024-09-28）.
8. 1 2 3 4  Helgason, Guðmundur. . German U-boats of WWII - uboat.net.   [2024-09-23]. （原始内容存档于2024-09-28）.
9. ↑  Helgason, Guðmundur. . German U-boats of WWII - uboat.net.   [2024-09-23]. （原始内容存档于2021-01-27）.
10. ↑  Helgason, Guðmundur. . German U-boats of WWII - uboat.net.   [2024-09-23]. （原始内容存档于2021-06-15）.
11. ↑  Helgason, Guðmundur. . German U-boats of WWII - uboat.net.   [2024-09-23]. （原始内容存档于2021-01-20）.
12. ↑  Helgason, Guðmundur. . German U-boats of WWII - uboat.net.   [2024-09-23]. （原始内容存档于2021-03-05）.
13. ↑  Helgason, Guðmundur. . German U-boats of WWII - uboat.net.   [2024-09-23]. （原始内容存档于2021-05-12）.
14. ↑  Helgason, Guðmundur. . German U-boats of WWII - uboat.net.   [2024-09-23]. （原始内容存档于2021-05-19）.
15. ↑  Helgason, Guðmundur. . German U-boats of WWII - uboat.net.   [2024-09-23]. （原始内容存档于2021-03-05）.
16. 1 2  Helgason, Guðmundur. . German U-boats of WWII - uboat.net.   [2024-09-24]. （原始内容存档于2024-09-28）.
17. ↑  Helgason, Guðmundur. . German U-boats of WWII - uboat.net.   [2024-09-24]. （原始内容存档于2021-03-05）.
18. ↑  Helgason, Guðmundur. . German U-boats of WWII - uboat.net.   [2024-09-24]. （原始内容存档于2021-03-06）.
19. ↑  Helgason, Guðmundur. . German U-boats of WWII - uboat.net.   [2024-09-24]. （原始内容存档于2020-10-26）.
20. ↑  Helgason, Guðmundur. . German U-boats of WWII - uboat.net.   [2024-09-24]. （原始内容存档于2021-02-26）.
21. ↑  Helgason, Guðmundur. . German U-boats of WWII - uboat.net.   [2024-09-24]. （原始内容存档于2021-06-14）.
22. ↑  Helgason, Guðmundur. . German U-boats of WWII - uboat.net.   [2024-09-18]. （原始内容存档于2020-09-30）.
23. ↑  Helgason, Guðmundur. . German U-boats of WWII - uboat.net.   [2024-09-24]. （原始内容存档于2020-10-01）.
24. ↑  Helgason, Guðmundur. . German U-boats of WWII - uboat.net.   [2024-09-24]. （原始内容存档于2021-04-12）.
25. ↑  Helgason, Guðmundur. . German U-boats of WWII - uboat.net.   [2024-09-24]. （原始内容存档于2024-09-28）.
26. ↑  Helgason, Guðmundur. . German U-boats of WWII - uboat.net.   [2024-09-24]. （原始内容存档于2021-06-20）.
27. ↑  Helgason, Guðmundur. . German U-boats of WWII - uboat.net.   [2024-09-24]. （原始内容存档于2024-09-28）.
28. ↑  Helgason, Guðmundur. . German U-boats of WWII - uboat.net.   [2024-09-24]. （原始内容存档于2021-05-16）.
29. ↑  Helgason, Guðmundur. . German U-boats of WWII - uboat.net.   [2024-09-25]. （原始内容存档于2021-01-21）.
30. ↑  Helgason, Guðmundur. . German U-boats of WWII - uboat.net.   [2024-09-25]. （原始内容存档于2021-05-10）.
31. ↑  Helgason, Guðmundur. . German U-boats of WWII - uboat.net.   [2024-09-25]. （原始内容存档于2021-05-10）.
32. ↑  Helgason, Guðmundur. . German U-boats of WWII - uboat.net.   [2024-09-25]. （原始内容存档于2021-05-10）.
33. ↑  Helgason, Guðmundur. . German U-boats of WWII - uboat.net.   [2024-09-25]. （原始内容存档于2024-09-28）.
34. ↑  Helgason, Guðmundur. . German U-boats of WWII - uboat.net.   [2024-09-25]. （原始内容存档于2021-06-21）.
35. ↑  Helgason, Guðmundur. . German U-boats of WWII - uboat.net.   [2024-09-25]. （原始内容存档于2021-03-05）.
36. ↑  Helgason, Guðmundur. . German U-boats of WWII - uboat.net.   [2024-09-25]. （原始内容存档于2024-09-28）.
37. ↑  Helgason, Guðmundur. . German U-boats of WWII - uboat.net.   [2024-09-25]. （原始内容存档于2021-06-17）.
38. ↑  Helgason, Guðmundur. . German U-boats of WWII - uboat.net.   [2024-09-25]. （原始内容存档于2021-05-11）.
39. ↑  Helgason, Guðmundur. . German U-boats of WWII - uboat.net.   [2024-09-25]. （原始内容存档于2024-09-28）.
40. ↑  Helgason, Guðmundur. . German U-boats of WWII - uboat.net.   [2024-09-25]. （原始内容存档于2024-09-28）.
41. ↑  Helgason, Guðmundur. . German U-boats of WWII - uboat.net.   [2024-09-27]. （原始内容存档于2021-01-23）.
42. ↑  Helgason, Guðmundur. . German U-boats of WWII - uboat.net.   [2024-09-27]. （原始内容存档于2024-09-28）.